# Krybskytterne paa Næsbygaard
Krybskytterne paa Næsbygaard er en dansk film fra 1966 og den sidste film instrueret af Alice O'Fredericks.
- Manuskript Alice O'Fredericks og Ib Mossin.
- Instruktion Alice O'Fredericks.

Asbjørn Andersen spiller godsejeren af Næsbygaard, der har problemer med krybskytteri på godsets jorde.
Ib Mossin spiller en ansat på godset og har sat sig for at finde den ukendte krybskytte.

## Medvirkende
Blandt de medvirkende kan nævnes:
- Asbjørn Andersen
- Ole Neumann
- Holger Juul Hansen
- Marie-Louise Coninck
- Inger Stender
- Bertel Lauring
- Ib Mossin
- Jane Thomsen
- Baard Owe
- Helga Frier
- Tage Axelson
- Ole Søgaard
- Gunnar Strømvad
- Ole Monty
- Christian Arhoff
- Karen Berg

## Eksterne links
- Krybskytterne på Næsbygaard på Internet Movie Database (engelsk)
- Krybskytterne på Næsbygaard på Filmdatabasen
- Krybskytterne på Næsbygaard på danskefilm.dk
- Krybskytterne på Næsbygaard på danskfilmogtv.dk
- Krybskytterne på Næsbygaard i Svensk Filmdatabas (svensk)
- Krybskytterne på Næsbygaard på The Movie Database (engelsk)